# Motomiya
Motomiya è una città giapponese della prefettura di Fukushima.
Nel 2011, a seguito dell'incidente nucleare, la città venne evacuata per alcuni giorni.